# A Ray Donovan epizódjainak listája
Ez a cikk a Ray Donovan című sorozat epizódjait listázza.

## Évados áttekintés
| Évad | Évad | Epizódok | Eredeti sugárzás   | Eredeti sugárzás     | Eredeti adó | Magyar sugárzás      | Magyar sugárzás      | Magyar adó |
| Évad | Évad | Epizódok | Évadpremier        | Évadfinálé           | Eredeti adó | Évadpremier          | Évadfinálé           | Magyar adó |
| ---- | ---- | -------- | ------------------ | -------------------- | ----------- | -------------------- | -------------------- | ---------- |
|      | 1    | 12       | 2013. június 30.   | 2013. szeptember 22. | Showtime    | 2014. június 30.     | 2014. szeptember 15. | HBO        |
|      | 2    | 12       | 2014. július 13.   | 2014. szeptember 28. | Showtime    | 2014. szeptember 22. | 2014. december 8.    | HBO        |
|      | 3    | 12       | 2015. július 12.   | 2015. szeptember 27. | Showtime    | 2015. szeptember 7.  | 2015. november 23.   | HBO        |
|      | 4    | 12       | 2016. június 26.   | 2016. szeptember 18. | Showtime    | 2016. augusztus 7.   | 2016. október 23.    | HBO 3      |
|      | 5    | 12       | 2017. augusztus 6. | 2017. október 29.    | Showtime    | 2017. augusztus 20.  | 2017. november 5.    | HBO 3      |
|      | 6    | 12       | 2018. október 28.  | 2019. január 13.     | Showtime    | 2018. november 23.   | 2019. február 8.     | HBO        |
|      | 7    | 10       | 2019. november 17. | 2020. január 19.     | Showtime    | 2020. január 14.     | 2020. március 17.    | HBO        |

## 1. évad (2013)
| Sor. | Év. | Cím                                      | Rendező             | Író             | Premier                                   | Nézettség   |
| ---- | --- | ---------------------------------------- | ------------------- | --------------- | ----------------------------------------- | ----------- |
| 1.   | 1.  | A táska vagy az ütő (The Bag or the Bat) | Allen Coulter       | Ann Biderman    | 2013. június 30. 2014. június 30.         | 1,35 millió |
| 2.   | 2.  | A száj az egy száj (A Mouth Is a Mouth)  | Allen Coulter       | Ann Biderman    | 2013. július 7. 2014. július 7.           | 1,56 millió |
| 3.   | 3.  | Twerkelés (Twerk)                        | Greg Yaitanes       | Ron Nyswaner    | 2013. július 14. 2014. július 14.         | 1,45 millió |
| 4.   | 4.  | Fekete Cadillac (Black Cadillac)         | John Dahl           | David Hollander | 2013. július 21. 2014. július 21.         | 1,52 millió |
| 5.   | 5.  | A gólem (The Golem)                      | Dan Attias          | Sean Conway     | 2013. július 28. 2014. július 28.         | 1,46 millió |
| 6.   | 6.  | Házavató (Housewarming)                  | Michael Uppendahl   | Brett Johnson   | 2013. augusztus 4. 2014. augusztus 4.     | 1,45 millió |
| 7.   | 7.  | Új születésnap (New Birthday)            | Lesli Linka Glatter | David Hollander | 2013. augusztus 11. 2014. augusztus 11.   | 1,44 millió |
| 8.   | 8.  | Bridget (Bridget)                        | Guy Ferland         | Ann Biderman    | 2013. augusztus 18. 2014. augusztus 18.   | 1,47 millió |
| 9.   | 9.  | Autókirándulás (Road Trip)               | Jeremy Podeswa      | Brett Johnson   | 2013. augusztus 25. 2014. augusztus 25.   | 1,33 millió |
| 10.  | 10. | Harcos éjszaka (Fite Nite)               | Tucker Gates        | Sean Conway     | 2013. szeptember 8. 2014. szeptember 1.   | 1,25 millió |
| 11.  | 11. | K Bucky Dent (Bucky Fuckin' Dent)        | Dan Minahan         | Ron Nyswaner    | 2013. szeptember 15. 2014. szeptember 8.  | 1,41 millió |
| 12.  | 12. | Pontosan ugyanaz (Same Exactly)          | Michael Apted       | Ann Biderman    | 2013. szeptember 22. 2014. szeptember 15. | 1,41 millió |

## 2. évad (2014)
| Sor. | Év. | Cím                               | Rendező           | Író                                  | Premier                                 | Nézettség   |
| ---- | --- | --------------------------------- | ----------------- | ------------------------------------ | --------------------------------------- | ----------- |
| 13.  | 1.  | Yo Soy Capitan (Yo Soy Capitan)   | Tucker Gates      | Ann Biderman                         | 2014. július 13. 2014. szeptember 22.   | 1,22 millió |
| 14.  | 2.  | Uber Ray (Uber Ray)               | Michael Uppendahl | Ann Biderman és David Hollander      | 2014. július 20. 2014. szeptember 29.   | 1,27 millió |
| 15.  | 3.  | Drágakő és kölcsön (Gem and Loan) | Phil Abraham      | Michael Tolkin                       | 2014. július 27. 2014. október 6.       | 1,38 millió |
| 16.  | 4.  | S Z Í V Á S (S U C K)             | Tucker Gates      | David Hollander                      | 2014. augusztus 3. 2014. október 13.    | 1,45 millió |
| 17.  | 5.  | Ír tavasz (Irish Spring)          | Dan Attias        | Ron Nyswaner                         | 2014. augusztus 10. 2014. október 20.   | 1,42 millió |
| 18.  | 6.  | Viagra (Viagra)                   | John Dahl         | Brett Johnson                        | 2014. augusztus 17. 2014. október 27.   | 1,44 millió |
| 19.  | 7.  | A dolgok menete (Walk This Way)   | Liev Schreiber    | Ann Biderman                         | 2014. augusztus 24. 2014. november 3.   | 1,35 millió |
| 20.  | 8.  | Sunny (Sunny)                     | John Dahl         | David Hollander és Cheo Hodari Coker | 2014. augusztus 31. 2014. november 10.  | 1,49 millió |
| 21.  | 9.  | Hópihe (Snowflake)                | Guy Ferland       | Michael Tolkin és Brett Johnson      | 2014. szeptember 7. 2014. november 17.  | 1,63 millió |
| 22.  | 10. | Volcheck (Volcheck)               | Michael Uppendahl | David Hollander                      | 2014. szeptember 14. 2014. november 24. | 1,80 millió |
| 23.  | 11. | Az üldöző (Rodef)                 | Michael Uppendahl | Ron Nyswaner és Brett Johnson        | 2014. szeptember 21. 2014. december 1.  | 1,68 millió |
| 24.  | 12. | A kapitány (The Captain)          | Michael Uppendahl | Ann Biderman                         | 2014. szeptember 28. 2014. december 8.  | 1,97 millió |

## 3. évad (2015)
| Sor. | Év. | Cím                                                       | Rendező             | Író                                | Premier                                 | Nézettség   |
| ---- | --- | --------------------------------------------------------- | ------------------- | ---------------------------------- | --------------------------------------- | ----------- |
| 25.  | 1.  | Kalamazoo (The Kalamazoo)                                 | Colin Bucksey       | David Hollander                    | 2015. július 12. 2015. szeptember 7.    | 1,04 millió |
| 26.  | 2.  | Ding (Ding)                                               | Ed Bianchi          | William Wheeler                    | 2015. július 19. 2015. szeptember 14.   | 1,26 millió |
| 27.  | 3.  | Gyere, kopogtass be hozzánk! (Come and Knock on Our Door) | Dan Attias          | David Hollander                    | 2015. július 26. 2015. szeptember 21.   | 1,44 millió |
| 28.  | 4.  | Bajnokok reggelije (Breakfast of Champions)               | Lesli Linka Glatter | Brett Johnson                      | 2015. augusztus 2. 2015. szeptember 28. | 1,37 millió |
| 29.  | 5.  | Megegyezés kézfogással (Handshake Deal)                   | Colin Bucksey       | Gina Welch                         | 2015. augusztus 9. 2015. október 5.     | 1,32 millió |
| 30.  | 6.  | Bizonytalan szavazat (Swing Vote)                         | John Dahl           | Michael Tolkin                     | 2015. augusztus 16. 2015. október 12.   | 1,61 millió |
| 31.  | 7.  | Legyen mindenki szeretve (All Must Be Loved)              | Tucker Gates        | David Hollander                    | 2015. augusztus 23. 2015. október 19.   | 1,37 millió |
| 32.  | 8.  | Tulipán (Tulip)                                           | Michael Uppendahl   | David Hollander és William Wheeler | 2015. augusztus 30. 2015. október 26.   | 1,44 millió |
| 33.  | 9.  | A polip (The Octopus)                                     | Colin Bucksey       | Brett Johnson                      | 2015. szeptember 6. 2015. november 2.   | 1,41 millió |
| 34.  | 10. | Egy éj Jerevánban (One Night in Yerevan)                  | Dan Attias          | Gina Welch és David Hollander      | 2015. szeptember 13. 2015. november 9.  | 1,43 millió |
| 35.  | 11. | Póker (Poker)                                             | Colin Bucksey       | Michael Tolkin és Brett Johnson    | 2015. szeptember 20. 2015. november 16. | 1,45 millió |
| 36.  | 12. | Ébredés (Exsuscito)                                       | David Hollander     | David Hollander és William Wheeler | 2015. szeptember 27. 2015. november 23. | 1,50 millió |

## 4. évad (2016)
| Sor. | Év. | Cím                                                                          | Rendező                  | Író                             | Premier                                  | Nézettség   |
| ---- | --- | ---------------------------------------------------------------------------- | ------------------------ | ------------------------------- | ---------------------------------------- | ----------- |
| 37.  | 1.  | Lány, gitárral (Girl with Guitar)                                            | Liev Schreiber           | David Hollander                 | 2016. június 26. 2016. augusztus 7.      | 1,11 millió |
| 38.  | 2.  | Marisol (Marisol)                                                            | John Dahl                | Mike Binder és Rob Fresco       | 2016. július 3. 2016. augusztus 14.      | 1,15 millió |
| 39.  | 3.  | A kis Bill Primm nagy zöld patkója (Little Bill Primm's Big Green Horseshoe) | Michael Apted            | David Hollander és Miki Johnson | 2016. július 10. 2016. augusztus 21.     | 1,34 millió |
| 40.  | 4.  | Szövetségi Mellellenőr (Federal Boobie Inspector)                            | Phil Abraham             | Sean Conway                     | 2016. július 17. 2016. augusztus 28.     | 1,27 millió |
| 41.  | 5.  | Távozás előtti elégtétel (Get Even Before Leavin)                            | Robert McLachlan         | Chad Feehan                     | 2016. július 24. 2016. szeptember 4.     | 1,27 millió |
| 42.  | 6.  | Hal és madár (Fish and Bird)                                                 | Daisy von Scherler Mayer | David Hollander                 | 2016. július 31. 2016. szeptember 11.    | 1,24 millió |
| 43.  | 7.  | Norman megmenti a világot (Norman Saves the World)                           | Tricia Brock             | Mike Binder és David Sonnenborn | 2016. augusztus 7. 2016. szeptember 18.  | 1,13 millió |
| 44.  | 8.  | A texasi (The Texan)                                                         | Tucker Gates             | David Hollander és Sean Conway  | 2016. augusztus 14. 2016. szeptember 25. | 1,21 millió |
| 45.  | 9.  | Viszlát, szépség (Goodbye Beautiful)                                         | James Whitmore Jr.       | Chad Feehan és Miki Johnson     | 2016. augusztus 21. 2016. október 2.     | 1,21 millió |
| 46.  | 10. | Hollywood-tó (Lake Hollywood)                                                | Stephen Williams         | David Hollander és Mike Binder  | 2016. augusztus 28. 2016. október 9.     | 1,00 millió |
| 47.  | 11. | Kínai algebra (Chinese Algebra)                                              | John Dahl                | Sean Conway és Chad Feehan      | 2016. szeptember 11. 2016. október 16.   | 1,47 millió |
| 48.  | 12. | Fekete patkány (Rattus Rattus)                                               | David Hollander          | David Hollander                 | 2016. szeptember 18. 2016. október 23.   | 1,34 millió |

## 5. évad (2017)
| Sor. | Év. | Cím                                                               | Rendező                  | Író                                | Premier                                   | Nézettség   |
| ---- | --- | ----------------------------------------------------------------- | ------------------------ | ---------------------------------- | ----------------------------------------- | ----------- |
| 49.  | 1.  | Abby (Abby)                                                       | David Hollander          | David Hollander                    | 2017. augusztus 6. 2017. augusztus 20.    | 1,13 millió |
| 50.  | 2.  | Las Vegas (Las Vegas)                                             | John Dahl                | David Hollander és Miki Johnson    | 2017. augusztus 13. 2017. augusztus 27.   | 1,11 millió |
| 51.  | 3.  | Kutyasétáltató (Dogwalker)                                        | John Dahl                | Sean Conway                        | 2017. augusztus 20. 2017. szeptember 3.   | 1,06 millió |
| 52.  | 4.  | Elkelt (Sold)                                                     | Tucker Gates             | Chad Feehan                        | 2017. augusztus 27. 2017. szeptember 10.  | 1,07 millió |
| 53.  | 5.  | Shabbos Goy (Shabbos Goy)                                         | Daisy von Scherler Mayer | David Hollander és William Wheeler | 2017. szeptember 10. 2017. szeptember 17. | 1,08 millió |
| 54.  | 6.  | Shelley Duvall (Shelley Duvall)                                   | Michael Uppendahl        | Miki Johnson és David Sonnenborn   | 2017. szeptember 17. 2017. szeptember 24. | 1,05 millió |
| 55.  | 7.  | Ha kiesnék Isten kegyeiből (If I Should Fall from Grace with God) | Michael Uppendahl        | David Hollander és Chad Feehan     | 2017. szeptember 24. 2017. október 1.     | 1,15 millió |
| 56.  | 8.  | Lovak (Horses)                                                    | Zetna Fuentes            | William Wheeler                    | 2017. október 1. 2017. október 8.         | 1,22 millió |
| 57.  | 9.  | Mr. Szerencsés (Mister Lucky)                                     | Guy Ferland              | Sean Conway                        | 2017. október 8. 2017. október 15.        | 1,21 millió |
| 58.  | 10. | Bob, a mester (Bob the Builder)                                   | Stephen Williams         | Chad Feehan                        | 2017. október 15. 2017. október 22.       | 1,24 millió |
| 59.  | 11. | Michael (Michael)                                                 | Carl Franklin            | Miki Johnson                       | 2017. október 22. 2017. október 29.       | 1,23 millió |
| 60.  | 12. | Az idő cigivel kínál (Time Takes a Cigarette)                     | David Hollander          | David Hollander                    | 2017. október 29. 2017. november 5.       | 1,18 millió |

## 6. évad (2018-2019)
| Sor. | Év. | Cím                                               | Rendező           | Író                                    | Premier                               | Nézettség   |
| ---- | --- | ------------------------------------------------- | ----------------- | -------------------------------------- | ------------------------------------- | ----------- |
| 61.  | 1.  | Staten Island 1. rész (Staten Island, Part 1)     | Allen Coulter     | David Hollander                        | 2018. október 28. 2018. november 23.  | 0,81 millió |
| 62.  | 2.  | Staten Island 2. rész (Staten Island, Part 2)     | Allen Coulter     | David Hollander és Miki Johnson        | 2018. november 4. 2018. november 30.  | 0,73 millió |
| 63.  | 3.  | Ő kemény. Ő gonosz. (He Be Tight. He Be Mean.)    | Tucker Gates      | Chad Feehan                            | 2018. november 11. 2018. december 7.  | 0,87 millió |
| 64.  | 4.  | Háj (Pudge)                                       | Tucker Gates      | Sean Conway                            | 2018. november 18. 2018. december 14. | 0,87 millió |
| 65.  | 5.  | Ellis Island (Ellis Island)                       | Robert McLachlan  | David Hollander                        | 2018. november 25. 2018. december 21. | 0,99 millió |
| 66.  | 6.  | A lány, akit Mariának hívnak (A Girl Named Maria) | Michael Uppendahl | Miki Johnson                           | 2018. december 2. 2018. december 28.  | 1,05 millió |
| 67.  | 7.  | Az 1-3-2 (The 1-3-2)                              | Zetna Fuentes     | Chad Feehan                            | 2018. december 9. 2019. január 4.     | 1,01 millió |
| 68.  | 8.  | Aki egyszer már halott volt (Who Once Was Dead)   | Tarik Saleh       | Sean Conway                            | 2018. december 16. 2019. január 11.   | 1,05 millió |
| 69.  | 9.  | Álmodozz csak (Dream On)                          | Denise Di Novi    | David Hollander és Karl Taro Greenfeld | 2018. december 23. 2019. január 18.   | 0,93 millió |
| 70.  | 10. | Bébi (Baby)                                       | John Dahl         | Miki Johnson                           | 2018. december 30. 2019. január 25.   | 0,95 millió |
| 71.  | 11. | Sosem adlak fel (Never Gonna Give You Up)         | Joshua Marston    | Sean Conway és Chad Feehan             | 2019. január 6. 2019. február 1.      | 1,04 millió |
| 72.  | 12. | A holtak (The Dead)                               | David Hollander   | David Hollander                        | 2019. január 13. 2019. február 8.     | 1,21 millió |

## 7. évad (2019-2020)
| Sor. | Év. | Cím                                                          | Rendező         | Író                               | Premier                              | Nézettség   |
| ---- | --- | ------------------------------------------------------------ | --------------- | --------------------------------- | ------------------------------------ | ----------- |
| 73.  | 1.  | Hit. Remény. Szerelem. Szerencse. (Faith. Hope. Love. Luck.) | Joshua Marston  | David Hollander                   | 2019. november 17. 2020. január 14.  | 0,91 millió |
| 74.  | 2.  | Jó embert nehéz találni (A Good Man Is Hard to Find)         | Joshua Marston  | Joshua Marston                    | 2019. november 24. 2020. január 21.  | 0,87 millió |
| 75.  | 3.  | Családi képek (Family Pictures)                              | Nick Gomez      | David Hollander és David Bar Katz | 2019. december 1. 2020. január 28.   | 0,93 millió |
| 76.  | 4.  | Sziszegés (Hispes)                                           | Tucker Gates    | Tanya Barfield és Laura Marks     | 2019. december 8. 2020. február 4.   | 0,82 millió |
| 77.  | 5.  | Egy ír altató (An Irish Lullaby)                             | Dash Mihok      | Jim Leonard és Kelly Wiles        | 2019. december 15. 2020. február 11. | 0,91 millió |
| 78.  | 6.  | Belső ember (Inside Guy)                                     | John Dahl       | Laura Marks és Tanya Barfield     | 2019. december 22. 2020. február 18. | 0,89 millió |
| 79.  | 7.  | A transzferügynök (The Transfer Agent)                       | Kyra Sedgwick   | David Hollander és David Bar Katz | 2019. december 29. 2020. február 25. | 1,00 millió |
| 80.  | 8.  | Útlevél és egy fegyver (Passport and a Gun)                  | John Dahl       | Joshua Marston és Kelly Wiles     | 2020. január 5. 2020. március 3.     | 1,02 millió |
| 81.  | 9.  | Poloskák (Bugs)                                              | Ed Bianchi      | Jim Leonard                       | 2020. január 12. 2020. március 10.   | 0,92 millió |
| 82.  | 10. | Soha ne járj egyedül (You'll Never Walk Alone)               | David Hollander | David Hollander és Liev Schreiber | 2020. január 19. 2020. március 17.   | 1,05 millió |